# Гігантопітек
Гігантопіте́к (Gigantopithecus) — рід людиноподібних мавп, який існував в плейстоцені приблизно від 2,0 мільйонів до 330 тисяч років тому на території Китаю. 
Наприкінці цього періоду гігантопітеки могли співіснувати тут з людьми виду Homo erectus, які почали проникати сюди з Африки через Близький Схід. Скам'янілі залишки свідчать, що гігантопітеки були найбільшими приматами всіх часів. Імовірно, вони були рослиноїдними і пересувалися на чотирьох ногах. Серед головних причин вимирання стали кліматичні зміни і конкуренція за джерела харчування з боку інших, більш пристосованих видів — панд та людей.

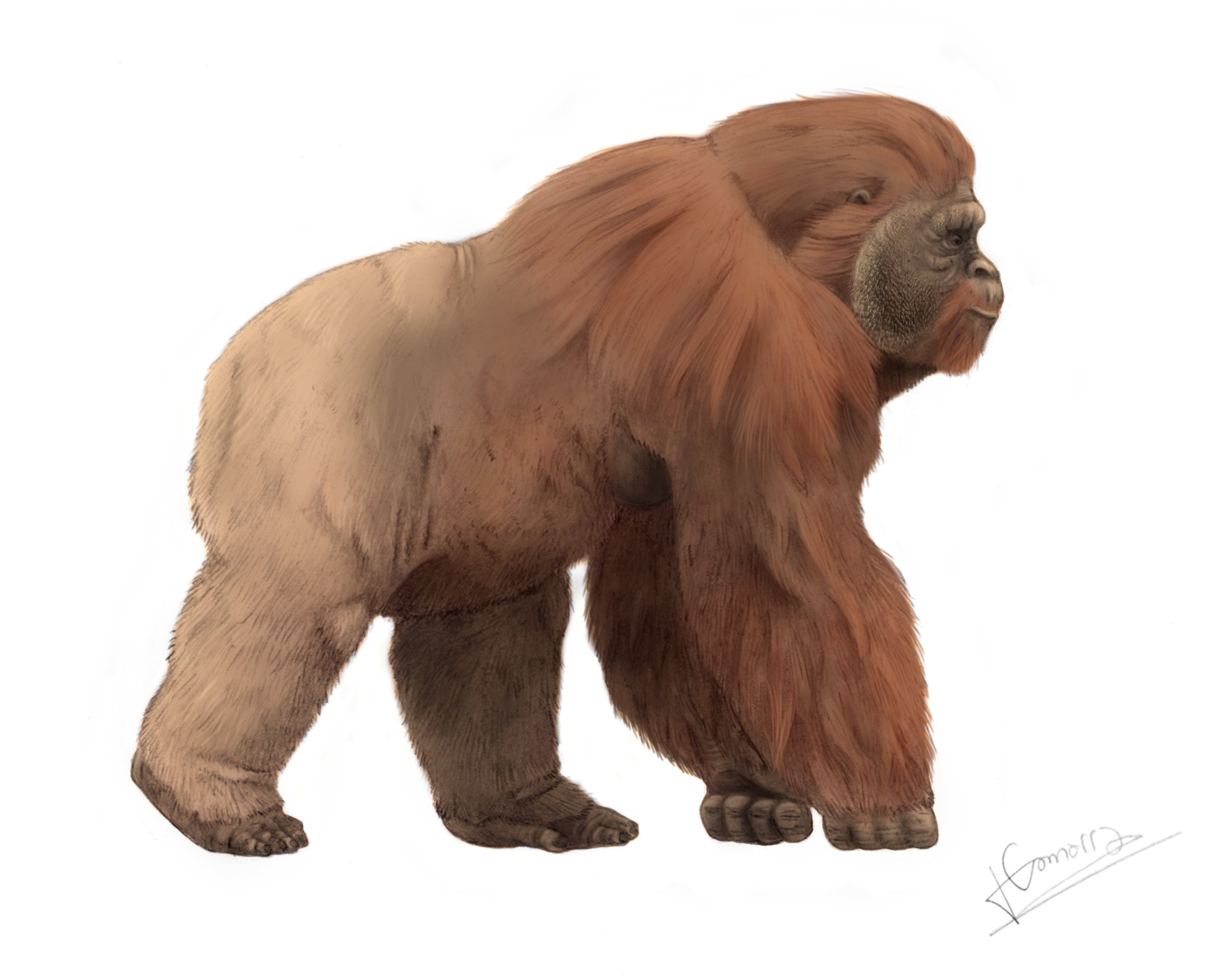
Реконструкція зовнішнього вигляду гігантопітека

Гігантопітеки відомі в основному по знахідках кутніх зубів (розміром 2,5 см), елементів нижньої щелепи та, можливо, фрагментів плечової кістки, які значно перевищують розміром свої відповідники у сучасних людиноподібних мавп. За оцінками спеціалістів гігантопітеки мали ріст під три метри і важили 200-300 кг, тобто були найбільшими мавпами всіх часів. Однак ці оцінки не можуть вважатися остаточними, тому що базуються на дуже невеликій кількості скам'янілих знахідок і були обчислені на основі пропорцій, властивих будові кістяка сучасних приматів.
Гігантопітеки харчувались переважно фруктами, квітами та бамбуком; втім, існують теорії, які доводять всеїдність цих тварин. Такий висновок робиться з будови їх зубів, які демонструють пристосування до пережовування рослинної їжі, а також того факту, що поруч з залишками гігантопітеків знаходили скам'янілості панд, відомих своєю звичкою харчуватися винятково пагінцями бамбука. Найближчими родичами гігантопітеків вважаються значно менші розміром шивапітеки, які жили на північному сході Європи, в Азії й Африці. Найближчим родичем з нині існуючих видів є орангутан, хоча деякі спеціалісти вважають гігантопітеків ближчими до горил.
Перші залишки гігантопітека знайшов німецький палеонтолог Густав фон Кенігсвальд, який в 1935 році купив в Гонконгу в китайській крамниці, що торгувала засобами традиційної медицини, мавпячі зуби вдвічі більші за зуби горили; китайські торговці називали їх «драконовими зубами». Ці зуби, хоча і дуже великі, мали деякі спільні риси з зубами людей, на підставі чого серед палеоантропологів виникла гіпотеза про гігантських предків людини. Знахідка повної щелепи гігантопітека в 1956 році переконливо довела, що вона належить великій людиноподібній мавпі.

## Вимирання
У 2024 році вийшла стаття в журналі Nature, яка пояснила причину вимирання Gigantopithecus blacki змінами клімату та зменшенням доступної кормової бази. Це стало відомо завдяки відкладенням пилку, що збереглись у печерах, які ці примати використовували, як прихисток. 600 тис. років тому клімат у регіоні проживання цих приматів став теплішим та сухішим, що зменшило кількість поживних плодів. Поки інші примати мали можливість збирати їжу на деревах, Gigantopithecus blacki через свої розміри та вагу не мав такої можливості. Як наслідок примати змінили своє харчування з фруктів на кору, бамбук та іншу менш поживну їжу. Вчені вважають, що популяція через зміну клімату зникла не раптово, а зменшувалось кілька десятків тисяч років.